# 고양시 일산동구의 국회의원

## 행정구역 변천
- 1996년 3월 1일 경기도 고양시 일산구 설치
- 2005년 5월 16일 일산구가 일산동구로 개칭, 일산서구 분구

## 고양시 일산동구의 역대 국회의원
| 대수   | 이름           | 소속정당     | 임기                              | 선거구역 |
| ------ | -------------- | ------------ | --------------------------------- | --- |
| 제15대 | 이택석(李澤錫) | 신한국당     | 1996년 5월 30일 ~ 2000년 5월 29일 | 고양시 일산구 일원 |
| 제16대 | 정범구(鄭範九) | 새천년민주당 | 2000년 5월 30일 ~ 2004년 5월 29일 | 고양시 일산구 갑 : 식사동, 풍산동, 백석동, 마두1동, 마두2동, 주엽1동, 주엽2동, 장항1동, 장항2동                               |
| 제16대 | 김덕배(金德培) | 새천년민주당 | 2000년 5월 30일 ~ 2004년 5월 29일 | 고양시 일산구 을 : 일산1동, 일산2동, 일산3동, 일산4동, 대화동, 고봉동, 송포동, 송산동                                         |
| 제17대 | 한명숙(韓明淑) | 열린우리당   | 2004년 5월 30일 ~ 2008년 5월 29일 | 고양시 일산구 갑 : 식사동, 풍산동, 백석동, 마두1동, 마두2동, 주엽1동, 주엽2동, 장항1동, 장항2동                               |
| 제17대 | 김영선(金映宣) | 한나라당     | 2004년 5월 30일 ~ 2008년 5월 29일 | 고양시 일산구 을 : 일산1동, 일산2동, 일산3동, 일산4동, 탄현동, 대화동, 고봉동, 송포동, 송산동                                 |
| 제18대 | 백성운(白成雲) | 한나라당     | 2008년 5월 30일 ~ 2012년 5월 29일 | 고양시 일산동구 일원 |
| 제19대 | 유은혜(兪銀惠) | 민주통합당   | 2012년 5월 30일 ~ 2016년 5월 29일 | 고양시 일산동구 일원 |
| 제20대 | 심상정(沈相奵) | 정의당       | 2016년 5월 30일 ~ 2020년 5월 29일 | 고양시 갑 : 덕양구 주교동, 원신동, 흥도동, 성사1동, 성사2동, 고양동, 관산동, 화정1동, 화정2동, 일산동구 식사동                |
| 제20대 | 유은혜(兪銀惠) | 더불어민주당 | 2016년 5월 30일 ~ 2020년 5월 29일 | 고양시 병 : 일산동구 중산동, 정발산동, 풍산동, 백석1동, 백석2동, 마두1동, 마두2동, 장항1동, 장항2동, 고봉동, 일산서구 일산2동 |
| 제21대 | 한준호(韓俊鎬) | 더불어민주당 | 2020년 5월 30일 ~ 2024년 5월 29일 | 고양시 을: 덕양구 효자동 삼송동 창릉동 능곡동 행주동 행신1동 행신2동 행신3동 화전동 대덕동, 일산동구 백석1동, 백석2동         |
| 제21대 | 홍정민(洪貞敏) | 더불어민주당 | 2020년 5월 30일 ~ 2024년 5월 29일 | 고양시 병: 일산동구 식사동 중산동 정발산동 풍산동 마두1동 마두2동 장항1동 장항2동 고봉동, 일산서구 일산2동                    |
| 제22대 | 김성회(金城會) | 더불어민주당 | 2024년 5월 30일 ~ 현재            | 고양시 갑: 덕양구 주교동, 원신동, 흥도동, 성사1동, 성사2동, 고양동, 관산동, 화정1동, 화정2동, 일산동구 식사동                 |
| 제22대 | 이기헌(李奇櫶) | 더불어민주당 | 2024년 5월 30일 ~ 현재            | 고양시 병: 중산1동, 중산2동, 정발산동, 풍산동, 백석1동, 백석2동, 마두1동, 마두2동, 장항1동, 장항2동, 고봉동, 일산서구 일산2동 |

## 같이 보기
- 고양시 일산구 (선거구)
- 고양시 일산구 갑
- 고양시 일산동구 (선거구)
- 고양시 갑
- 고양시 을
- 고양시 병
- 고양시의 국회의원
- 고양시 덕양구의 국회의원
- 고양시 일산서구의 국회의원